# Vulpes pallida
El zorro pálido (Vulpes pallida) es una especie de mamífero carnívoro de la familia de los cánidos (Canidae) que habita en el Sahel africano. Es una de las especies de cánido menos estudiada, debido a su hábitat remoto y el color de su pelaje, que lo oculta en las regiones semidesérticas. No tiene depredadores conocidos.

## Descripción
El zorro pálido tiene cuerpo alargado, piernas relativamente cortas y un hocico angosto. Es un cánido relativamente pequeño, que pesa entre 1,5 y 3,6 kg. Las orejas son grandes comparadas con las de los otros zorros, pero son típicas entre sus parientes que habitan las regiones desérticas. El pelaje es generalmente de color rubio rojizo pálido, que se vuelve blanco en el vientre. Su cola es tupida, de color marrón rojizo y con la punta negra.

## Subespecies
Existen cinco subespecies reconocidas:
- Vulpes pallida pallida
- Vulpes pallida cyrenaica
- Vulpes pallida edwardsi
- Vulpes pallida harterti
- Vulpes pallida oertzeni

## Distribución y hábitat
La especie habita desde Senegal hasta el norte de Sudán y Somalia. Ocupa principalmente desiertos rocosos y semidesiertos; sin embargo, ocasionalmente se aventura a las sabanas del sur.

## Comportamiento
Es gregario y usualmente vive en grupos de tres integrantes: una hembra y dos machos, aunque también puede vivir en pequeños grupos familiares compuestos por parientes y sus hijos. Posee hábitos principalmente nocturnos, y durante el día permanece en madrigueras que pueden extenderse por 15 m y que descienden hasta 2 m de profundidad. Al anochecer sale de su escondrijo para buscar alimento.

### Alimentación
Se alimenta de plantas y bayas, roedores e insectos. Puede vivir casi completamente sin agua, pues tiene la habilidad de aprovechar el agua de su alimento.

### Reproducción
Tiene un periodo de gestación de 51 a 53 días. Cada camada se compone de 3 a 6 cachorros. Cada cría pesa, al nacer, entre 50 y 100 g. El periodo de lactancia toma de 6 a 8 semanas. La esperanza de vida no supera los 10 años.